# Justicia lythroides
Justicia lythroides là một loài thực vật có hoa trong họ Ô rô. Loài này được (Nees) V.A.W. Graham mô tả khoa học đầu tiên năm 1988.